# Coristoma
Um coristoma é um tecido normal presente em um local onde não deveria estar ou o deslocamento de um órgão ou parte dele de sua posição normal. Estão presentes por uma falha na migração durante a embriogênese. São compostos por restos ectópicos de tecido normal.Onde há localizações não habituais de células e tecidos(heterotópitico).
Ex: resto de tecido pancreático na parede do estômago ou intestino, presença de células suprarenal nos rins, presença de formação do tecido ósseo na língua.
Raramente causam problemas.